# Rhodesian Light Infantry
Pour les articles homonymes, voir Légion étrangère (homonymie).
Le 1er bataillon, The Rhodesian Light Infantry (1RLI ou  RLI) est un régiment de troupes aéroportées  (parachutistes et héliportés) de la  Rhodesian Army. Unité d’infanterie légère en 1961, lors de sa formation, le bataillon devient commando (1965) et parachutiste (1977). Il est licencié à la fin de la guerre d’indépendance (1980).

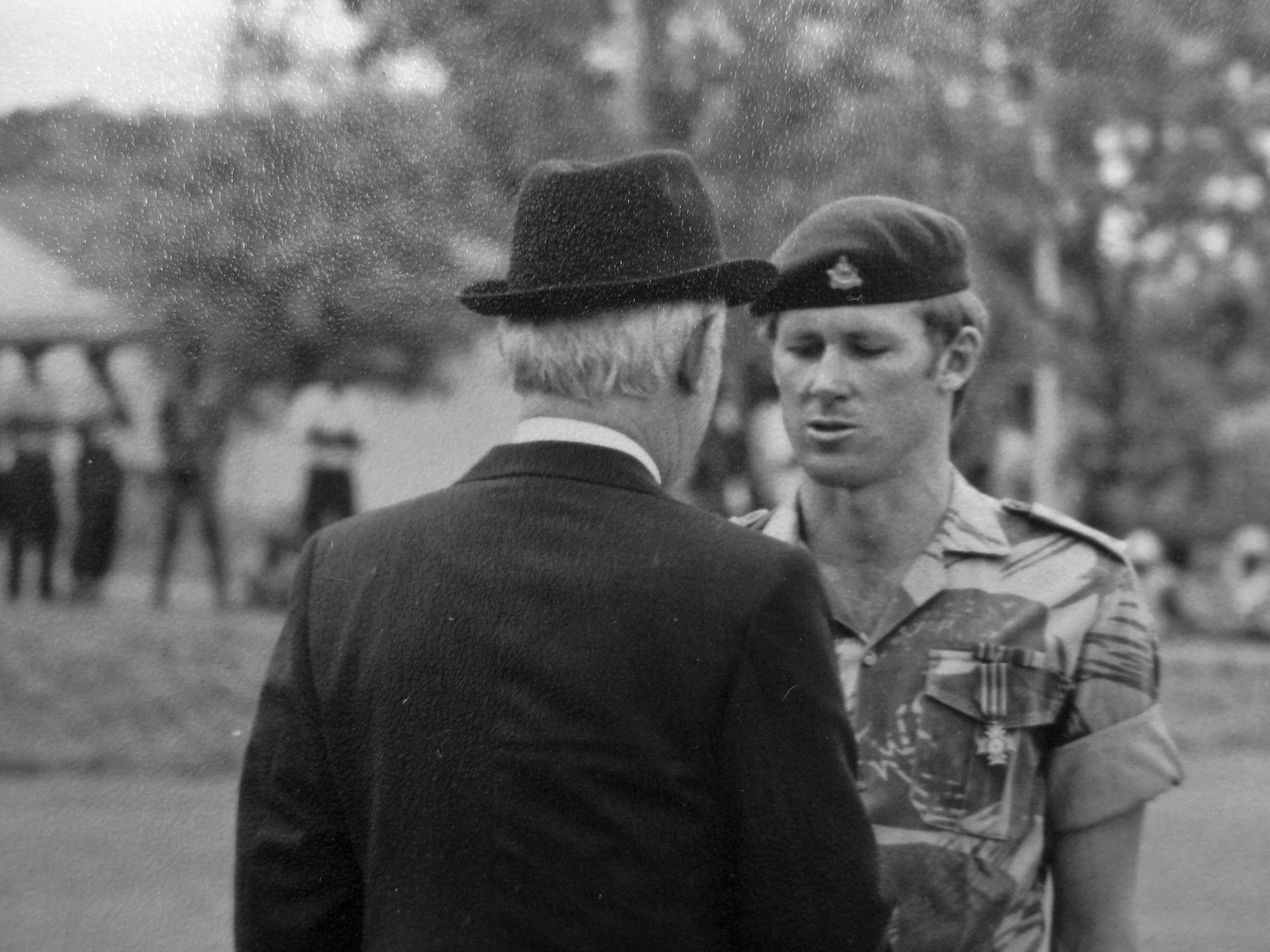
Le président rhodésien John Wrathall décore un lieutenant du Rhodesian Light Infantry le 15 octobre 1976.

## Berceau
Le régiment est basé aux RLI Barracks de Cranborne, entre Salisbury (Harare) et l'aéroport.
Cranborne héberge deux compagnies pléthoriques, la Training Troop et le Base-Group :
- La Training Troop assure l'instruction.
- Le Base-Group comprend le train (Motor Transport) et les ateliers régimentaires, les administrations, les transmissions, le foyer, les mess, un hôpital et un peloton de Regimental Police (RP).

## Recrutement
- « All-White (100 % blanc) », le régiment a plusieurs sources de recrutement :
  - Engagés rhodésiens et sud-africains.
  - Appelés rhodésiens et sud-africains.
  - Engagés du monde entier (Royaume-Uni, Commonwealth, États-Unis, mais aussi des Français (7e compagnie indépendante), des Italiens, des Portugais du Mozambique).

## Structure
- Le régiment est organisé en quatre commandos :
  - 1. Commando
  - 2. Commando (jeunes Rhodésiens et Sud-Africains)
  - 3. Commando (Américains du Sud des États-Unis)
  - Support Commando (mortiers de 81 mm, canons 106 SR, dont les spécialistes sont employés comme voltigeurs dans le cadre des Fireforces).

## Opérations

### Fireforce
- La Fireforce intervient au profit de sticks en patrouille ou en point d'observation disséminés sur le terrain :
  - Territorial Forces (compagnies indépendantes, réservistes),
  - Selous Scouts,
  - Grey's Scouts,
  - PATU (police anti-terrorist units): réservistes de la police,
  - British South Africa Police.
- Particulièrement redoutée des insurgés, la Fireforce est une des techniques de contre-insurrection les plus payantes.

### Raids extérieurs
- De grandes opérations combinées visent les camps d'insurgés installés au Mozambique et en Zambie. Le but est de détruire l'adversaire (ZIPRA, ZANLA) tandis qu'il est encore très vulnérable, avant que, profitant de la saison des pluies, il ne s'infiltre dans l'intérieur de la Rhodésie, par petites bandes très fluides, difficiles à localiser et à fixer.

## Pertes
- 85 tués au combat, dont 66 les quatre dernières années de la guerre, 31 pour la seule année 1979.  Le nombre des blessés au combat et des invalides de guerre n’est pas connu. D’autres facteurs non plus (accidents, maladies, mauvais sauts).

## Désertion
- - A la compagnie d'instruction, les étrangers surpris par la futilité et la sévérité de la progression reprennent l'avion, la police de l'aéroport tout proche ne les retient pas.
  - Dans les commandos, les étrangers, désabusés par la trivialité de cette guerre, reviennent rarement de la permission d’un mois (avec autorisation de quitter le pays) accordée au bout d’un an de présence au corps.

- L'effectif du régiment reste faible, malgré l'afflux de volontaires étrangers (1976-1977) et l'incorporation d'appelés au service national (dont beaucoup se défilent).

## Conclusion
- Bien adapté aux particularités de cette guerre basse intensité, le Rhodesian Light Infantry aura toujours été du bon côté du collimateur. Une troupe d’élite, dans le contexte local, certainement, haute en couleur, et qui, dans les meilleures traditions, entretient sa propre légende.